# Tárbena
Tárbena (em castelhano) ou Tàrbena (em valenciano e oficialmente) é um município da Espanha na província de Alicante, Comunidade Valenciana. Tem 31,67 km² de área e em 2021 tinha 642 habitantes (densidade: 20,3 hab./km²).

## Demografia
| Variação demográfica do município entre 1991 e 2004 | Variação demográfica do município entre 1991 e 2004 | Variação demográfica do município entre 1991 e 2004 | Variação demográfica do município entre 1991 e 2004 |
| --------------------------------------------------- | --------------------------------------------------- | --------------------------------------------------- | --------------------------------------------------- |
| 1991                                                | 1996                                                | 2001                                                | 2004                                                |
| 713                                                 | 721                                                 | 715                                                 | 721                                                 |